# Monte Cantone
Il Monte Cantone (in tedesco Nauderer Hennesiglspitze) 3 042 m s.l.m. è una montagna delle Alpi Retiche orientali (sottosezione Alpi Venoste). La vetta è situata sulla Catena principale alpina che in quel punto costituisce anche la linea di confine tra l'Italia e l'Austria.